# Vailimia longitibia
Vailimia longitibia là một loài nhện trong họ Salticidae.
Loài này thuộc chi Vailimia. Vailimia longitibia được Guo, Zhang en Zhu miêu tả năm 2011.